# 주말 N 나들이, 문가빈입니다
주말 N 나들이, 문가빈입니다는 TBN 대구교통방송(대구 FM 103.9, 김천 FM 95.9MHz)에서 주말 낮 12시부터 1시 55분까지 방송되는 대구, 경북지역의 라디오 교양, 오락, 트로트, 최신음악 프로그램이다.

## 프로그램 소개
- 주말 그리고 휴일, 음악으로 떠나보자! 나랑 들어요 이 노래~ 주말 N 나들이, 문가빈입니다.

## 요일별 코너

### 토요일
- (추억주나) 그 시절, 빽유머 : 예전 유행했던 유머시리즈를 들어보는 시간
- (젊음주나) 끝.나.말. : 끝나는 낱말에 어울리는 재치있는 단어 찾기 시간
- (음악주나) 1시엔 3곡! : 히트곡 위주로 3곡을 편안하게 들어본다.
- (정보주나) 별난앙케이트 퀴즈쇼! "3위를 맞혀라!" : 별난 앙케이트를 소개해주고 순위 속 숨은 3위를 맞혀보는 시간(출연자: 연극배우 박세기)

### 일요일
- (차트주나) 길형식의 "길보드 차트~" : 그 시절 유행했던 노래 모음(출연: 행복충전사 길형식)
- (음악주나) 1시엔 3곡! : 히트곡 위주로 3곡을 편안하게 들어본다.
- (퀴즈주나) 박세기의 "세기의 퀴즈쇼!" : 다이나믹한 퀴즈쇼가 펼쳐지는 시간(출연: 연극배우 박세기)